# Pałac Czin wan Chanddordża
Pałac Czin wan Chanddordża (mong. Чин ван Ханддоржийн өргөө) – niewielkich rozmiarów (7,5 × 16 m) budynek, usytuowany w Ułan Bator, stolicy Mongolii. Powstał na początku XX wieku z inicjatywy ówczesnego ministra spraw zagranicznych Czin wan Chanddordża, który mieszkał w nim w latach 1913–1915. W latach czterdziestych obiekt uznano za zabytek, mieściło się w nim muzeum, później także teatr, a obecnie restauracja. Obiekt stanowi połączenie wpływów architektury miasta Irkucka (w dolnej partii) z budownictwem chińskim (górna część).